# Гонсалес Мартинес, Лукас Науэль
Лукас Науэль Гонсалес Мартинес (исп. Lucas Nahuel González Martínez; род. 3 июня 2000, Сан-Сальвадор-де-Жужуй) — аргентинский футболист, полузащитник клуба «Индепендьенте». 

## Клубная карьера
Гонсалес — воспитанник клубов «Химнасия Хухуй», «Архентинос Хуниорс» и «Индепендьенте». 26 июля 2019 года в поединке Южноамериканского кубка против эквадорского «Универсидад Католика» Лукас дебютировал за основной состав последних. 1 февраля 2020 года в матче против «Росарио Сентраль» он дебютировал в аргентинской Примере. 26 ноября в поединке Южноамериканского кубка против уругвайского «Феникса» Лукас забил свой первый гол за «Индепендьенте». 23 июля 2021 года в матче Южноамериканского кубка бразильского «Сантоса» он отметился голом.
В начале 2023 года Гонсалес перешёл в мексиканский «Сантос Лагуна» на правах аренды. 5 февраля в матче против столичной «Америки» он дебютировал в мексиканской Примере. 19 февраля в поединке против «Атлетико Сан-Луис» Лукас забил свой первый гол за «Сантос Лагуна». 